# Gambir (Jakarta)
Gambir ist ein indonesischer Kecamatan (Distrikt) vom Kabupaten (Regierungsbezirk) Zentral-Jakarta (DKI Jakarta).
Sehenswürdigkeiten sind Istana Merdeka, das Indonesische Nationalmuseum und Medan Merdeka, der Standort des Monumen Nasional.